# (415713) 1998 XX2
1998 أكس أكس 2 (ويعرف أيضًا باسم (415713) 1998 أكس أكس 2 وفق تسمية الكوكب الصغير) (بالإنجليزية: 1998 XX2)‏ هو كويكب ضمن حزام الكويكبات؛ وترتيبه 415713 من حيث الاكتشاف.
اكتُشف هذا الجُرم الفلكي بواسطة بحث لنكولن عن الكويكبات القريبة من الأرض في 8 ديسمبر 1998.

## وصلات خارجية
- (415713) 1998 XX2 في قاعدة بيانات مختبر الدفع النفاث لأجرام النظام الشمسي الصغيرة

- الاكتشاف · مخطط المدار ·  العناصر المدارية · المعلمات المادية

- (415713) 1998 XX2 على موقع ويكي سكاي: DSS2, SDSS, GALEX, IRAS, Hydrogen α, X-Ray, Astrophoto, Sky Map, Articles and images